# Isidor Bajić
Pour les articles homonymes, voir Bajić.
Œuvres principales
- Knez Ivo od Semberije (1911)

Isidor Bajić (en serbe cyrillique : Исидор Бајић ; né le 16 août 1878 à Kula et mort le 15 septembre 1915 à Novi Sad) est un compositeur et un pédagogue serbe.

## Biographie
Né à Kula, Isidor Bajić termine ses études secondaires à Novi Sad puis il suit les cours de Hans von Koessler à l'Académie de musique de Budapest. De 1901 à 1915, il travaille au Grand lycée orthodoxe de la ville (aujourd'hui lycée Jovan Jovanović Zmaj) en tant que professeur de chant, chef de chœur, chef de l'orchestre de cordes et de tambura ; il dirige la Société de chant amateur Neven et organise les joutes oratoires de Saint Sava. Il accompagne également les premiers pas des élèves les plus doués dans le domaine de la composition musicale. En 1909, il fonde à Novi Sad une école de musique qui porte aujourd'hui son nom.

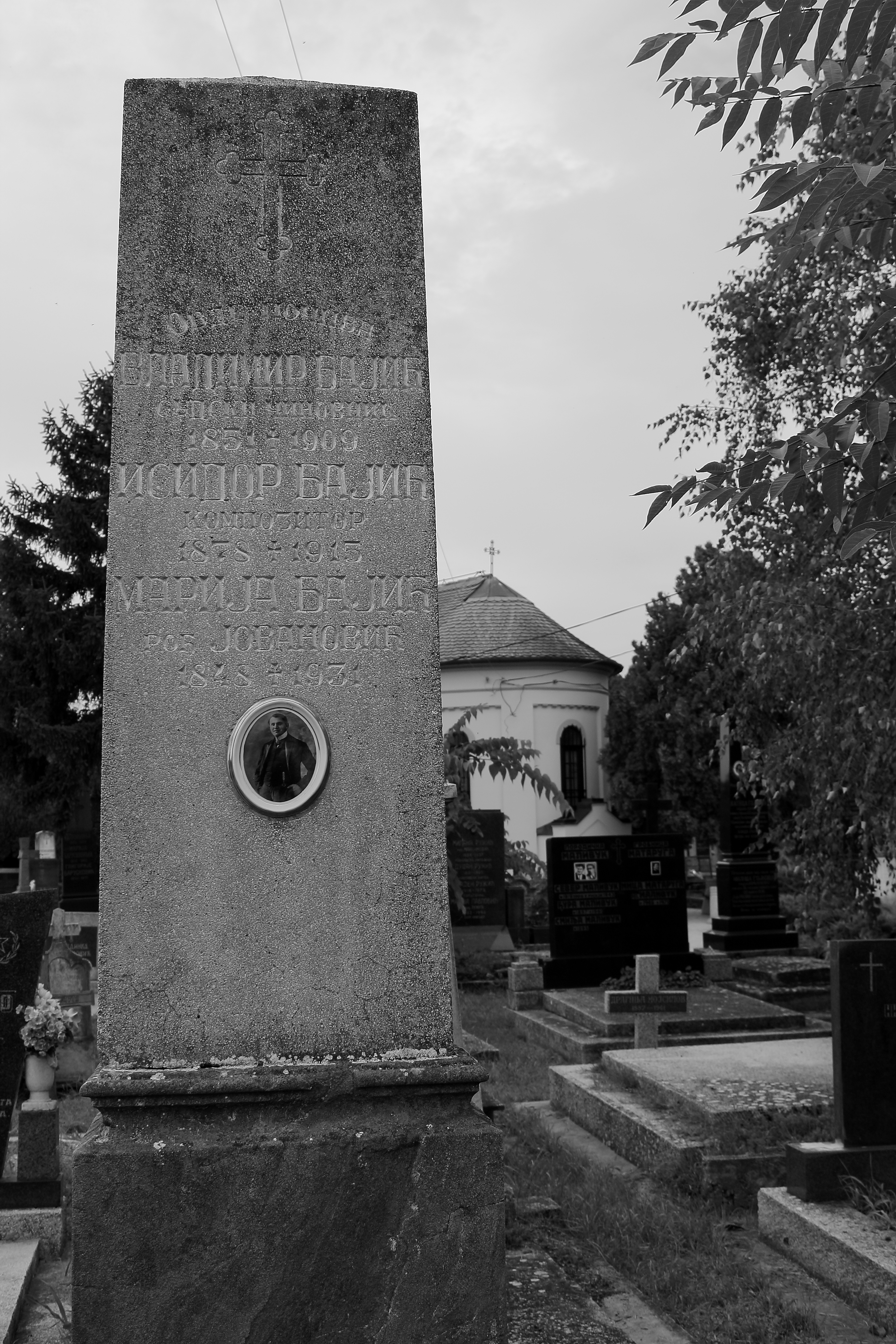
La tombe d'Isidor Bajić dans le cimetière d'Almaš de Novi Sad

Isidor Bajić écrit des articles pour presque tous les périodiques de l'époque, Brankovo kolo, Letopis Matice srpske (La Chronique de la Matica srpska), Zastava ou Sloga, se faisant le défenseur des vertus pédagogiques du chant. Certaines de ses prises de position l'amènent à polémiquer avec Petar Konjović, un autre compositeur serbe. Bajić a publié deux ouvrages pédagogiques : Klavir i učenje klavira (Le Piano et l'Apprentissage du piano, 1901) et Teorija pravilnog notnog pevanja (1904).
Sur le plan musical, il a écrit des mélodies sur des thèmes folkloriques et religieux serbes, qu'il a utilisées dans ses pièces pour piano ; il a également composé des œuvres chorales, des mélodies chantées et un opéra : Knez Ivo od Semberije.
Isidor Bajić, mort à Novi Sad, est enterré au cimetière d'Almaš, où son monument funéraire fait partie d'un ensemble de 30 tombes de personnalités historiques, culturelles et autres inscrites sur la liste des monuments culturels protégés de la république de Serbie (identifiant no SK 1589).

## Œuvres
- Cycles de mélodies
  - Pesme ljubavi
  - Album pesama u duhu srpskih narodnih pesama
  - Srpske narodne pesme iz Mokranjčevih rukoveti
  - Seljančice
  - Jesen stiže dunjo moja
- Compositions pour piano
  - Album kompozicija za glasovir
  - Za Kosovo-Kumanovo, za Slivnicu-Bregalnicu
  - Srpska rapsodija
- Pièces chantées
  - Đido
  - Rakija
  - Divljuša
- Opéra
  - Knez Ivo od Semberije